# Chimtal (huyện)
Chimtal là một huyện thuộc tỉnh Balkh, Afghanistan. Dân số thời điểm năm 1999 là 71,864 người.